# T-Ace
t-Ace（ティーエース、1981年4月3日 - ）は、日本のラッパー。本名は住谷翼。また、エロ神クズおという異名を持つ。

## 人物
1981年4月3日、沖縄に生まれる。3年ほどで父の転勤で千葉県に引っ越す。その後両親が離婚し、親戚の家々に預けられる。7歳の頃に祖母がひきとり、茨城県で過ごすこととなる。12歳の頃に実の父親と新しい母親と生活することとなり、その後腹違いの弟も誕生している。14歳の時に地元の友人や先輩の影響でヒップホップと出会い、DJとして活動を始める。
高校へ進学したが入学後すぐに退学し、その後千葉県松戸市に住む親戚を訪ね、そこで仕事をし生活をするが、16歳の時に茨城県の水戸市に戻り、鳶職をしながら音楽活動を再開した。21歳の時に水戸市からメジャーデビューしたLUNCH TIME SPEAXに影響を受け、ラッパーに転身した。

## ディスコグラフィ

### EP
t-Ace & DJ TY-KOH
|     | 発売日        | タイトル     | 順位 | 販売形態 | 規格品番 |
| --- | ------------- | ------------ | ---- | -------- | -------- |
| 1st | 2017年7月18日 | tyAce the EP | -位  | 配信     | -        |

### シングル

#### CDシングル
|     | 発売日         | タイトル       | 規格品番 |
| --- | -------------- | -------------- | -------- |
| 1st | 2010年06月09日 | 雨             | OHM-0079 |
| 2nd | 2010年10月06日 | 日陰のヒーロー | OVE-0103 |

#### 配信限定シングル
| 配信日         | タイトル                                              | 規格                   | 収録アルバム                                      |
| -------------- | ----------------------------------------------------- | ---------------------- | ------------------------------------------------- |
| 2008年11月12日 | t-Ace, TAD’S AC, KEN WHEEL & Dim-E / 10 Years Ago     | デジタル・ダウンロード | 未収録                                            |
| 2008年12月10日 | E.V.E (feat. Dim-E)                                   | デジタル・ダウンロード | 未収録                                            |
| 2009年1月14日  | Last Day                                              | デジタル・ダウンロード | 未収録                                            |
| 2009年2月18日  | 華と狂                                                | デジタル・ダウンロード | 未収録                                            |
| 2009年3月18日  | 少しだけのDream                                       | デジタル・ダウンロード | 未収録                                            |
| 2009年4月15日  | Monsta                                                | デジタル・ダウンロード | 未収録                                            |
| 2010年1月6日   | Over the Day                                          | デジタル・ダウンロード | 未収録                                            |
| 2012年8月29日  | 街 feat. BIG RON                                      | デジタル・ダウンロード | Change?                                           |
| 2012年9月12日  | またね…                                               | デジタル・ダウンロード | Change?                                           |
| 2012年9月26日  | あの頃 feat. 山口リサ                                 | デジタル・ダウンロード | Change?                                           |
| 2014年4月23日  | ダレも知らないブルース feat. 般若                     | デジタル・ダウンロード | フザケタヒーロー                                  |
| 2014年5月21日  | Butterfly feat. Pinkey                                | デジタル・ダウンロード | フザケタヒーロー                                  |
| 2014年6月18日  | ありがとな feat. pukkey                               | デジタル・ダウンロード | フザケタヒーロー                                  |
| 2014年11月19日 | 水色                                                  | デジタル・ダウンロード | 未収録                                            |
| 2015年6月10日  | Matsuri〜水戸〜 feat. Aktion a.k.a. 真木蔵人          | デジタル・ダウンロード | 自殺よりもセックス                                |
| 2015年7月1日   | クズ feat. DJ TY-KOH                                  | デジタル・ダウンロード | 自殺よりもセックス                                |
| 2015年7月22日  | しょうがねえ                                          | デジタル・ダウンロード | 自殺よりもセックス                                |
| 2016年7月13日  | #teamクズ feat. DJ TY-KOH & KOWICHI                   | デジタル・ダウンロード | いいから笑え                                      |
| 2016年8月24日  | 1つ feat. CIMBA                                       | デジタル・ダウンロード | いいから笑え                                      |
| 2016年9月21日  | クズの極み夫 feat. 夫2&夫3                            | デジタル・ダウンロード | いいから笑え                                      |
| 2016年10月26日 | 終わらない歌 feat.TERRY                               | デジタル・ダウンロード | いいから笑え                                      |
| 2017年3月15日  | Letter to My TEAM                                     | デジタル・ダウンロード | おとな。                                          |
| 2017年5月22日  | 女の子 (feat. CIMBA)                                  | デジタル・ダウンロード | おとな。                                          |
| 2017年10月2日  | 超ヤバい                                              | デジタル・ダウンロード | おとな。                                          |
| 2017年10月30日 | おとな。                                              | デジタル・ダウンロード | おとな。                                          |
| 2018年3月12日  | ダレかいない?                                         | デジタル・ダウンロード | クズの華                                          |
| 2018年4月3日   | ダレもいねえ                                          | デジタル・ダウンロード | クズの華                                          |
| 2018年5月14日  | ワンチャン (feat. DJ TY-KOH)                          | デジタル・ダウンロード | クズの華                                          |
| 2018年8月15日  | マジ遠い                                              | デジタル・ダウンロード | エロ神伝説                                        |
| 2018年9月19日  | タイトドレス                                          | デジタル・ダウンロード | エロ神伝説                                        |
| 2018年10月31日 | ダレブラ?                                             | デジタル・ダウンロード | エロ神伝説                                        |
| 2018年12月5日  | メンタルヤンキー                                      | デジタル・ダウンロード | エロ神伝説                                        |
| 2019年3月20日  | PORSCHEでKISS                                         | デジタル・ダウンロード | TSUBASA                                           |
| 2019年4月17日  | クズなRockStar                                        | デジタル・ダウンロード | TSUBASA                                           |
| 2019年5月15日  | 12cmの肩                                              | デジタル・ダウンロード | TSUBASA                                           |
| 2019年9月11日  | ヘタクソなLove                                        | デジタル・ダウンロード | イミなんてない                                    |
| 2019年10月16日 | Sweet19Blues〜オレには遠い〜（feat.安室奈美恵）       | デジタル・ダウンロード | イミなんてない                                    |
| 2019年12月18日 | The Roppongi Tokyo                                    | デジタル・ダウンロード | イミなんてない                                    |
| 2020年1月15日  | 既読がつかなくて                                      | デジタル・ダウンロード | イミなんてない                                    |
| 2020年3月4日   | Mr.フルパン                                           | デジタル・ダウンロード | 令和のプレイボーイ                                |
| 2020年4月1日   | うちにおいで                                          | デジタル・ダウンロード | 令和のプレイボーイ                                |
| 2020年7月3日   | Reyy                                                  | デジタル・ダウンロード | 令和のプレイボーイ                                |
| 2020年9月4日   | ココではないドコか                                    | デジタル・ダウンロード | ココではないドコか〜令和のプレイボーイRepackage〜 |
| 2020年10月19日 | ホントの事                                            | デジタル・ダウンロード | ウソばっか                                        |
| 2020年11月27日 | ダレのせい？                                          | デジタル・ダウンロード | ウソばっか                                        |
| 2020年12月24日 | 真っ赤なバニー（t-Ace×FR2＝FR92）                     | デジタル・ダウンロード | ウソばっか                                        |
| 2021年3月12日  | LINEはもう返さない                                    | デジタル・ダウンロード | ウソばっか                                        |
| 2021年4月9日   | キラキラ忘レテ                                        | デジタル・ダウンロード | ウソばっか                                        |
| 2021年7月23日  | ビデオ (feat. Staxx T & CIMBA)                        | デジタル・ダウンロード | ウソばっか                                        |
| 2021年8月23日  | HANABI                                                | デジタル・ダウンロード | ウソばっか                                        |
| 2021年11月19日 | ねぇBarbie                                            | デジタル・ダウンロード | ウソばっか                                        |
| 2022年1月21日  | やめちゃえばいーじゃん?                               | デジタル・ダウンロード | ウソばっか                                        |
| 2022年3月9日   | DMしちゃう?                                           | デジタル・ダウンロード | ウソばっか                                        |
| 2022年9月23日  | ぽっぷしゃんぱん (feat. AYA a.k.a. PANDA)             | デジタル・ダウンロード | アホバム                                          |
| 2022年11月4日  | ぽっぷしゃんぱん (feat. SWAY & CHEHON) [2日酔いRemix] | デジタル・ダウンロード | アホバム                                          |
| 2022年12月16日 | 今夜もダレかと (feat. MIO)                            | デジタル・ダウンロード | 未収録                                            |
| 2023年1月11日  | 今夜もダレかと feat. ヘラヘラ三銃士                   | デジタル・ダウンロード | 未収録                                            |
| 2023年1月27日  | 今夜もダレかと feat. 志田愛佳                         | デジタル・ダウンロード | 未収録                                            |
| 2023年6月16日  | 生理の神様                                            | デジタル・ダウンロード | アホバム                                          |
| 2023年7月14日  | アシタハレ                                            | デジタル・ダウンロード | アホバム                                          |
| 2023年7月28日  | 今夜もダレかと (feat. 大黒摩季)                       | デジタル・ダウンロード | アホバム                                          |

### 参加作品
| 発売日         | タイトル                                                 |
| -------------- | -------------------------------------------------------- |
| 2016年8月3日   | MO『羽は生えてる feat. t-Ace』                           |
| 2017年12月13日 | CIMBA『アイニイク Pt.2 (feat. t-Ace)』                   |
| 2018年11月16日 | CREAM『PLAYBOY Remix (feat. t-Ace)』                     |
| 2019年2月20日  | ASHRA THE GHOST『P.Y.T. (feat. t-Ace)』                  |
| 2019年2月20日  | AK-69『You Mine（feat.t-Ace）』                          |
| 2020年7月6日   | 般若『花金ナイトフィーバーPt.2 feat夫1,夫3&夫4（New!）』 |
| 2023年1月11日  | ヘラヘラ三銃士『そんなもんでしょ? (feat. t-Ace)』        |
| 2023年4月15日  | 山猿『帰り道 (feat. t-Ace』                              |

### 単行本
| 発売日         | タイトル                                   | ISBN               |
| -------------- | ------------------------------------------ | ------------------ |
| 2020年12月25日 | はじめてのクズ。t-Ace1stアーティストブック | ISBN 9784299007155 |

## ミュージックビデオ
| 公開年 | 曲名                                |
| ------ | ----------------------------------- |
| 2017年 | Letter to My TEAM / t-Ace&DJ TY-KOH |
| 2017年 | 女の子 feat.CIMBA                   |
| 2017年 | SweatPants / t-Ace&DJ TY-KOH        |
| 2017年 | 超ヤバい                            |
| 2017年 | おとな。                            |
| 2018年 | ダレかいない？                      |
| 2018年 | ダレもいねえ                        |
| 2018年 | ワンチャン feat.DJ TY-KOH           |
| 2018年 | クズの華                            |
| 2018年 | マジ遠い                            |
| 2018年 | タイトドレス                        |
| 2018年 | ダレブラ？                          |
| 2018年 | メンタルヤンキー                    |
| 2019年 | 昨日より明日                        |
| 2019年 | PORSCHEでKISS                       |
| 2019年 | クズなRockStar                      |
| 2019年 | 12cmの肩 feat.Baby Dee Beats        |
| 2019年 | 遊びの天才                          |
| 2019年 | ヘタクソなLove                      |
| 2019年 | Sweet 19 Blues〜オレには遠い〜      |
| 2020年 | The Roppongi Tokyo                  |
| 2020年 | 既読がつかなくて                    |
| 2020年 | Mr.フルパン                         |
| 2020年 | Reyy                                |
| 2020年 | ココではないドコか                  |
| 2020年 | ダレのせい？                        |
| 2020年 | 真っ赤なバニー                      |
| 2021年 | キラキラ忘レテ                      |
| 2021年 | LINEはもう返さない                  |
| 2021年 | ビデオ feat. Staxx T & CIMBA        |
| 2021年 | HANABI                              |
| 2021年 | ねぇBarbie                          |
| 2022年 | やめちゃえばいーじゃん？            |
| 2022年 | 思い出キャンセル                    |
| 2022年 | ぽっぷしゃんぱん                    |
| 2022年 | ぽっぷしゃんぱん 2日酔いRemix       |

## メディア出演

### 映画
- その男、東京につき（2020年12月25日）[3]

### テレビ番組
- 有吉ジャポン（2019年5月24日[4]、2019年8月23日[5] TBS）
- スッキリ（2019年9月25日[6]、日本テレビ）
- ヤバイ話をマンガにしてみた（2020年3月9日、日本テレビ）「ファンと年間180股のクズミュージシャン」という題目で登場

### インターネットテレビ
- タベドリ（2018年10月15日 - 11月6日、AbemaTV） - エロ四天王[7]
- music monster #23（2019年8月8日)
- 台風被災の見舞金  (2019年10月21日)
- マスク1万枚を寄付 (2020年4月28日)
- Web t-ace.love

## 主なライブ
- 2018年08月18日 - SUMMER BOMB 2018 Organized by Zeebra
- 2019年03月31日 - AK-69 THE ANTHEM in BUDOKAN RED MAGIC BEYOND -2012～2019-
- 2019年08月17日 - SUMMER BOMB 2019
- 2019年09月15日 - 氣志團万博2019 ～房総ロックンロール最高びんびん物語～
- 2019年10月05日 - THE GREAT SATSUMANIAN HESTIVAL 2019
- 2022年07月24日 - LuckyFM Green Festival
- 2022年10月15日・16日 - BLUE EARTH MUSIC FEST 2022 in MITO supported by 茨城日産グループ